# Thủ tướng Bồ Đào Nha
Thủ tướng Bồ Đào Nha (tiếng Bồ Đào Nha: Primeiro-Ministro) là người đứng đầu chính phủ của Bồ Đào Nha. Thủ tướng chịu trách nhiệm điều phối hành động của các bộ trưởng, đại diện cho Chính phủ Bồ Đào Nha và các cơ quan nhà nước khác, chịu trách nhiệm trước Quốc hội và thông báo cho Tổng thống. Thủ tướng có thể kiêm nhiều chức bộ trưởng khác trong Chính phủ.
Không có giới hạn về số lượng điều khoản mà một người có thể làm Thủ tướng. Thủ tướng được Tổng thống Cộng hòa bổ nhiệm sau các cuộc bầu cử lập pháp, sau khi nghe các đảng đại diện trong Quốc hội. Thông thường, người được bổ nhiệm là lãnh đạo của đảng lớn nhất trong cuộc bầu cử trước đó, nhưng có một số ngoại lệ trong những năm qua.

## Lịch sử
Kể từ thời Trung cổ, một số sĩ quan của Vương quốc Bồ Đào Nha đã được xếp ưu tiên hơn những quan chức khác, phục vụ như một thủ tướng. Theo thời gian, vai trò của sĩ quan chính của vương quyền rơi vào chanceler-mor (thủ tướng), mordomo-mor (quản thừa) và escrivão da puridade (thư ký riêng của nhà vua).
Thủ tướng hiện đại đầu tiên của Bồ Đào Nha là Pedro de Sousa Holstein, Hầu tước Palmela, người đã tuyên thệ vào ngày 24 tháng 9 năm 1834, với tư cách là Presidente do Conselho de Ministros (Chủ tịch Hội đồng Bộ trưởng). Năm 1911, chức danh chính thức của thủ tướng trở thành Presidente do Ministério (Chủ tịch của các Bộ trưởng). Năm 1933, một lần nữa trở thành Presidente do Conselho de Ministros (Chủ tịch Hội đồng Bộ trưởng).
Chức danh hiện tại Primeiro-Ministro (Thủ tướng), được đặt cho người đứng đầu Chính phủ Bồ Đào Nha, chính thức thành lập bởi Hiến pháp năm 1976 sau cuộc cách mạng ngày 25 tháng 4 năm 1974.

## Danh sách thủ tướng

### Chế độ quân chủ lập hiến - Chủ nghĩa tự do thứ hai (1834–1910)
| #  | Chân dung | Tên (Sinh–Mất)                                                                                                  | Nhiệm kỳ cầm quyền — Đắc cử | Nhiệm kỳ cầm quyền — Đắc cử | Đảng phái chính trị                      | Nội các                               | Quân chủ (Thời gian cai trị)         |
| -- | --- | --- | --------------------------- | --------------------------- | ---------------------------------------- | ------------------------------------- | ------------------------------------ |
| 1  | | Pedro de Sousa Holstein, Hầu tước xứ Palmela (1781–1850)                                                        | 24 tháng 9 1834             | 4 tháng 5 1835              | Phe Hiến chuơng/"Chamorro"               | 1st Dev.                              | Maria II and Fernando II (1834–1853) |
| 1  | 1834 | Pedro de Sousa Holstein, Hầu tước xứ Palmela (1781–1850)                                                        |                             |                             | Phe Hiến chuơng/"Chamorro"               | 1st Dev.                              | Maria II and Fernando II (1834–1853) |
| 1  | Thủ tướng chính thức đầu tiên của Bồ Đào Nha | Pedro de Sousa Holstein, Hầu tước xứ Palmela (1781–1850)                                                        |                             |                             |                                          | 1st Dev.                              | Maria II and Fernando II (1834–1853) |
| 2  | | Vitório Maria de Sousa Coutinho, Bá tước xứ Linhares (1790–1857)                                                | 4 tháng 5 1835              | 27 tháng 5 1835             | "Chamorro"                               | 1st Dev.                              | Maria II and Fernando II (1834–1853) |
| 2  | —— | Vitório Maria de Sousa Coutinho, Bá tước xứ Linhares (1790–1857)                                                |                             |                             | "Chamorro"                               | 1st Dev.                              | Maria II and Fernando II (1834–1853) |
| 3  | | João Carlos Saldanha de Oliveira e Daun, Marquis of Saldanha (1790–1876)                                        | 27 tháng 5 1835             | 18 tháng 11 1835            | Không đảng                               | 2nd Dev.                              | Maria II and Fernando II (1834–1853) |
| 3  | —— | João Carlos Saldanha de Oliveira e Daun, Marquis of Saldanha (1790–1876)                                        |                             |                             | Không đảng                               | 2nd Dev.                              | Maria II and Fernando II (1834–1853) |
| 4  | | José Jorge Loureiro (1791–1860)                                                                                 | 18 tháng 11 1835            | 20 tháng 4 1836             | Independent                              | 3rd Dev.                              | Maria II and Fernando II (1834–1853) |
| 4  | —— | José Jorge Loureiro (1791–1860)                                                                                 |                             |                             | Independent                              | 3rd Dev.                              | Maria II and Fernando II (1834–1853) |
| 5  | | António José Severim de Noronha, Duke of Terceira and Marquis of Vila Flor (1792–1860)                          | 20 tháng 4 1836             | 10 tháng 9 1836             | "Chamorro"                               | 4th Dev.                              | Maria II and Fernando II (1834–1853) |
| 5  | Jul.1836 | António José Severim de Noronha, Duke of Terceira and Marquis of Vila Flor (1792–1860)                          |                             |                             | "Chamorro"                               | 4th Dev.                              | Maria II and Fernando II (1834–1853) |
| 5  | September 1836 Revolution. | António José Severim de Noronha, Duke of Terceira and Marquis of Vila Flor (1792–1860)                          |                             |                             |                                          |                                       | Maria II and Fernando II (1834–1853) |
| 6  | | José da Gama Carneiro e Sousa, Count of Lumiares (1788–1849)                                                    | 10 September 1836           | 4 November 1836             | Septemberist                             | 1st Set.                              | Maria II and Fernando II (1834–1853) |
| 6  | —— | José da Gama Carneiro e Sousa, Count of Lumiares (1788–1849)                                                    |                             |                             | Septemberist                             | 1st Set.                              | Maria II and Fernando II (1834–1853) |
| -  | | José Bernardino de Portugal e Castro, Marquis of Valença and Count of Vimioso (1780–1840) (did not take office) | 4 November 1836             | 5 November 1836             | Independent                              | ——                                    | Maria II and Fernando II (1834–1853) |
| -  | —— | José Bernardino de Portugal e Castro, Marquis of Valença and Count of Vimioso (1780–1840) (did not take office) |                             |                             | Independent                              | ——                                    | Maria II and Fernando II (1834–1853) |
| 7  | | Bernardo de Sá Nogueira de Figueiredo, Viscount of Sá da Bandeira (1795–1876)                                   | 5 November 1836             | 1 June 1837                 | Septemberist                             | 2nd Set.                              | Maria II and Fernando II (1834–1853) |
| 7  | Nov.1836 | Bernardo de Sá Nogueira de Figueiredo, Viscount of Sá da Bandeira (1795–1876)                                   |                             |                             | Septemberist                             | 2nd Set.                              | Maria II and Fernando II (1834–1853) |
| 8  | | António Dias de Oliveira (1804–1863)                                                                            | 1 June 1837                 | 2 August 1837               | Septemberist                             | 3rd Set.                              | Maria II and Fernando II (1834–1853) |
| 8  | —— | António Dias de Oliveira (1804–1863)                                                                            |                             |                             | Septemberist                             | 3rd Set.                              | Maria II and Fernando II (1834–1853) |
| 8  | Revolt of the Marshals. | António Dias de Oliveira (1804–1863)                                                                            |                             |                             |                                          |                                       | Maria II and Fernando II (1834–1853) |
| 9  | | Bernardo de Sá Nogueira de Figueiredo, Viscount of Sá da Bandeira (2nd time) (1795–1876)                        | 2 August 1837               | 18 April 1839               | Septemberist                             | 4th Set.                              | Maria II and Fernando II (1834–1853) |
| 9  | 1838 | Bernardo de Sá Nogueira de Figueiredo, Viscount of Sá da Bandeira (2nd time) (1795–1876)                        |                             |                             | Septemberist                             | 4th Set.                              | Maria II and Fernando II (1834–1853) |
| 10 | | Rodrigo Pinto Pizarro de Almeida Carvalhais, Baron of Ribeira de Sabrosa (1788–1841)                            | 18 April 1839               | 26 November 1839            | Septemberist                             | 5th Set.                              | Maria II and Fernando II (1834–1853) |
| 10 | —— | Rodrigo Pinto Pizarro de Almeida Carvalhais, Baron of Ribeira de Sabrosa (1788–1841)                            |                             |                             | Septemberist                             | 5th Set.                              | Maria II and Fernando II (1834–1853) |
| 11 | | José Lúcio Travassos Valdez, Count of Bonfim (1787–1862)                                                        | 26 November 1839            | 9 June 1841                 | Septemberist                             | 6th Set.                              | Maria II and Fernando II (1834–1853) |
| 11 | 1840 | José Lúcio Travassos Valdez, Count of Bonfim (1787–1862)                                                        |                             |                             | Septemberist                             | 6th Set.                              | Maria II and Fernando II (1834–1853) |
| 12 | | Joaquim António de Aguiar (1792–1884)                                                                           | 9 June 1841                 | 7 February 1842             | Septemberist                             | 7th Set.                              | Maria II and Fernando II (1834–1853) |
| 12 | —— | Joaquim António de Aguiar (1792–1884)                                                                           |                             |                             | Septemberist                             | 7th Set.                              | Maria II and Fernando II (1834–1853) |
| 13 | | Pedro de Sousa Holstein, Marquis of Palmela (2nd time) (1781–1850)                                              | 7 February 1842             | 9 February 1842             | Independent                              | G.E.                                  | Maria II and Fernando II (1834–1853) |
| 13 | —— | Pedro de Sousa Holstein, Marquis of Palmela (2nd time) (1781–1850)                                              |                             |                             | Independent                              | G.E.                                  | Maria II and Fernando II (1834–1853) |
| 14 | | António Bernardo da Costa Cabral, Count of Tomar (1803–1889)                                                    | 9 February 1842             | 20 May 1846                 | Chartist                                 | 1st R. Cart.                          | Maria II and Fernando II (1834–1853) |
| 14 | 1842, 1845 | António Bernardo da Costa Cabral, Count of Tomar (1803–1889)                                                    |                             |                             | Chartist                                 | 1st R. Cart.                          | Maria II and Fernando II (1834–1853) |
| 14 | Revolution of Maria da Fonte. | António Bernardo da Costa Cabral, Count of Tomar (1803–1889)                                                    |                             |                             |                                          |                                       | Maria II and Fernando II (1834–1853) |
| 15 | | Pedro de Sousa Holstein, Marquis of Palmela (3rd time) (1781–1850)                                              | 20 May 1846                 | 6 October 1846              | Chartist                                 | 2nd R. Cart.                          | Maria II and Fernando II (1834–1853) |
| 15 | —— | Pedro de Sousa Holstein, Marquis of Palmela (3rd time) (1781–1850)                                              |                             |                             | Chartist                                 | 2nd R. Cart.                          | Maria II and Fernando II (1834–1853) |
| 15 | Emboscada palace coup. | Pedro de Sousa Holstein, Marquis of Palmela (3rd time) (1781–1850)                                              |                             |                             |                                          |                                       | Maria II and Fernando II (1834–1853) |
| 16 | | João Carlos Saldanha de Oliveira e Daun, Duke of Saldanha (2nd time) (1790–1876)                                | 6 October 1846              | 18 June 1849                | Chartist                                 | 3rd R. Cart.                          | Maria II and Fernando II (1834–1853) |
| 16 | 1847 | João Carlos Saldanha de Oliveira e Daun, Duke of Saldanha (2nd time) (1790–1876)                                |                             |                             | Chartist                                 | 3rd R. Cart.                          | Maria II and Fernando II (1834–1853) |
| 16 | Patuleia or Little Civil War that resulted in a Chartist victory; Convention of Gramido. | João Carlos Saldanha de Oliveira e Daun, Duke of Saldanha (2nd time) (1790–1876)                                |                             |                             |                                          |                                       | Maria II and Fernando II (1834–1853) |
| 17 | | António Bernardo da Costa Cabral, Count of Tomar (2nd time) (1803–1889)                                         | 18 June 1849                | 26 April 1851               | Chartist                                 | 4th R. Cart.                          | Maria II and Fernando II (1834–1853) |
| 17 | —— | António Bernardo da Costa Cabral, Count of Tomar (2nd time) (1803–1889)                                         |                             |                             | Chartist                                 | 4th R. Cart.                          | Maria II and Fernando II (1834–1853) |
| 18 | | António José Severim de Noronha, Duke of Terceira and Marquis of Vila Flor (2nd time) (1792–1860)               | 26 April 1851               | 1 May 1851                  | Regenerator                              | 5th R. Cart.                          | Maria II and Fernando II (1834–1853) |
| 18 | —— | António José Severim de Noronha, Duke of Terceira and Marquis of Vila Flor (2nd time) (1792–1860)               |                             |                             | Regenerator                              | 5th R. Cart.                          | Maria II and Fernando II (1834–1853) |
| 19 | | João Carlos Saldanha de Oliveira e Daun, Duke of Saldanha (3rd time) (1790–1876)                                | 1 May 1851                  | 6 June 1856                 | Regenerator                              | 1st Reg.                              | Maria II and Fernando II (1834–1853) |
| 19 | 1851, 1852 | 1851, 1852 | Pedro V (1853–1861)         |                             | Regenerator                              | 1st Reg.                              |                                      |
| 19 | Death of queen Maria II; Pedro V ascends the throne. | João Carlos Saldanha de Oliveira e Daun, Duke of Saldanha (3rd time) (1790–1876)                                | Pedro V (1853–1861)         |                             |                                          |                                       |                                      |
| 20 | | Nuno José Severo de Mendonça Rolim de Moura Barreto, Duke of Loulé (1804–1875)                                  | Pedro V (1853–1861)         | 6 June 1856                 | 16 March 1859                            | Historic                              | 2nd Reg.                             |
| 20 | 1856, 1858 | Nuno José Severo de Mendonça Rolim de Moura Barreto, Duke of Loulé (1804–1875)                                  | Pedro V (1853–1861)         |                             |                                          | Historic                              | 2nd Reg.                             |
| 20 | Opening of the first railway line in Portugal on ngày 28 tháng 10 năm 1856. | Nuno José Severo de Mendonça Rolim de Moura Barreto, Duke of Loulé (1804–1875)                                  | Pedro V (1853–1861)         |                             |                                          |                                       |                                      |
| 21 | | António José Severim de Noronha, Duke of Terceira and Marquis of Vila Flor (3rd time) (1792–1860)               | Pedro V (1853–1861)         | 16 March 1859               | 1 May 1860 (died)                        | Regenerator                           | 3rd Reg.                             |
| 21 | 1860 | António José Severim de Noronha, Duke of Terceira and Marquis of Vila Flor (3rd time) (1792–1860)               | Pedro V (1853–1861)         |                             |                                          | Regenerator                           | 3rd Reg.                             |
| 22 | | Joaquim António de Aguiar (2nd time) (1792–1884)                                                                | Pedro V (1853–1861)         | 1 May 1860                  | 4 July 1860                              | Regenerator                           | 3rd Reg.                             |
| 22 | —— | Joaquim António de Aguiar (2nd time) (1792–1884)                                                                | Pedro V (1853–1861)         |                             |                                          | Regenerator                           | 3rd Reg.                             |
| 23 | | Nuno José Severo de Mendonça Rolim de Moura Barreto, Duke of Loulé (2nd time) (1804–1875)                       | Pedro V (1853–1861)         | 4 July 1860                 | 17 April 1865                            | Historic                              | 4th Reg.                             |
| 23 | 1861, 1864 | 1861, 1864 | Luis I (1861–1889)          |                             |                                          | Historic                              | 4th Reg.                             |
| 23 | Death of king Pedro V; Luís I ascends the throne. | Nuno José Severo de Mendonça Rolim de Moura Barreto, Duke of Loulé (2nd time) (1804–1875)                       | Luis I (1861–1889)          |                             |                                          |                                       |                                      |
| 24 | | Bernardo de Sá Nogueira de Figueiredo, Marquis of Sá da Bandeira (3rd time) (1795–1876)                         | Luis I (1861–1889)          | 17 April 1865               | 4 September 1865                         | Reformist                             | 5th Reg.                             |
| 24 | —— | Bernardo de Sá Nogueira de Figueiredo, Marquis of Sá da Bandeira (3rd time) (1795–1876)                         | Luis I (1861–1889)          |                             |                                          | Reformist                             | 5th Reg.                             |
| 25 | | Joaquim António de Aguiar (3rd time) (1792–1884)                                                                | Luis I (1861–1889)          | 4 September 1865            | 4 January 1868                           | Regenerator (with the Historic Party) | 6th Reg.                             |
| 25 | 1865, 1867 | Joaquim António de Aguiar (3rd time) (1792–1884)                                                                | Luis I (1861–1889)          |                             |                                          | Regenerator (with the Historic Party) | 6th Reg.                             |
| 25 | Janeirinha uprising. | Joaquim António de Aguiar (3rd time) (1792–1884)                                                                | Luis I (1861–1889)          |                             |                                          |                                       |                                      |
| 26 | không khung | António José de Ávila, Duke of Ávila and Bolama (1807–1881)                                                     | Luis I (1861–1889)          | 4 January 1868              | 22 July 1868                             | Independent (with Reformists)         | 7th Reg.                             |
| 26 | không khung | António José de Ávila, Duke of Ávila and Bolama (1807–1881)                                                     | Luis I (1861–1889)          | ——                          |                                          | Independent (with Reformists)         | 7th Reg.                             |
| 27 | | Bernardo de Sá Nogueira de Figueiredo, Marquis of Sá da Bandeira (4th time) (1795–1876)                         | Luis I (1861–1889)          | 22 July 1868                | 11 August 1869                           | Reformist                             | 8th Reg.                             |
| 27 | 1868, 1869 | Bernardo de Sá Nogueira de Figueiredo, Marquis of Sá da Bandeira (4th time) (1795–1876)                         | Luis I (1861–1889)          |                             |                                          | Reformist                             | 8th Reg.                             |
| 28 | | Nuno José Severo de Mendonça Rolim de Moura Barreto, Duke of Loulé (3rd time) (1804–1875)                       | Luis I (1861–1889)          | 11 August 1869              | 19 May 1870                              | Historic (with Reformists)            | 9th Reg.                             |
| 28 | Mar.1870 | Nuno José Severo de Mendonça Rolim de Moura Barreto, Duke of Loulé (3rd time) (1804–1875)                       | Luis I (1861–1889)          |                             |                                          | Historic (with Reformists)            | 9th Reg.                             |
| 29 | | João Carlos Saldanha de Oliveira Daun, 1st Duke of Saldanha (4th time) (1790–1876)                              | Luis I (1861–1889)          | 19 May 1870                 | 29 August 1870                           | Regenerator                           | 10th Reg.                            |
| 29 | —— | João Carlos Saldanha de Oliveira Daun, 1st Duke of Saldanha (4th time) (1790–1876)                              | Luis I (1861–1889)          |                             |                                          | Regenerator                           | 10th Reg.                            |
| 30 | | Bernardo de Sá Nogueira de Figueiredo, Marquis of Sá da Bandeira (5th time) (1795–1876)                         | Luis I (1861–1889)          | 29 August 1870              | 29 October 1870                          | Reformist                             | 11th Reg.                            |
| 30 | Sep.1870 | Bernardo de Sá Nogueira de Figueiredo, Marquis of Sá da Bandeira (5th time) (1795–1876)                         | Luis I (1861–1889)          |                             |                                          | Reformist                             | 11th Reg.                            |
| 31 | không khung | António José de Ávila, Marquis of Ávila (2nd time) (1807–1881)                                                  | Luis I (1861–1889)          | 29 October 1870             | 13 September 1871                        | Reformist                             | 12th Reg.                            |
| 31 | không khung | António José de Ávila, Marquis of Ávila (2nd time) (1807–1881)                                                  | Luis I (1861–1889)          | 1871                        |                                          | Reformist                             | 12th Reg.                            |
| 32 | | António Maria de Fontes Pereira de Melo (1819–1887)                                                             | Luis I (1861–1889)          | 13 September 1871           | 6 March 1877                             | Regenerator                           | 13th Reg.                            |
| 32 | 1874 | António Maria de Fontes Pereira de Melo (1819–1887)                                                             | Luis I (1861–1889)          |                             |                                          | Regenerator                           | 13th Reg.                            |
| 32 | Longest serving Prime Minister in the Constitutional Monarchy (3 separate terms) and 2nd longest in Portuguese history; Conducted dynamic industrial and public infrastructure policy; educational reform; start of industrialization process. | António Maria de Fontes Pereira de Melo (1819–1887)                                                             | Luis I (1861–1889)          |                             |                                          |                                       |                                      |
| 33 | không khung | António José de Ávila, Marquis of Ávila (3rd time) (1807–1881)                                                  | Luis I (1861–1889)          | 6 March 1877                | 26 January 1878                          | Reformist                             | 14th Reg.                            |
| 33 | không khung | António José de Ávila, Marquis of Ávila (3rd time) (1807–1881)                                                  | Luis I (1861–1889)          | ——                          |                                          | Reformist                             | 14th Reg.                            |
| 34 | | António Maria de Fontes Pereira de Melo (2nd time) (1819–1887)                                                  | Luis I (1861–1889)          | 26 January 1878             | 29 May 1879                              | Regenerator                           | 15th Reg.                            |
| 34 | 1878 | António Maria de Fontes Pereira de Melo (2nd time) (1819–1887)                                                  | Luis I (1861–1889)          |                             |                                          | Regenerator                           | 15th Reg.                            |
| 35 | | Anselmo José Braamcamp de Almeida Castelo Branco (1817–1885)                                                    | Luis I (1861–1889)          | 29 May 1879                 | 23 March 1881                            | Progressist                           | 16th Reg.                            |
| 35 | 1879 | Anselmo José Braamcamp de Almeida Castelo Branco (1817–1885)                                                    | Luis I (1861–1889)          |                             |                                          | Progressist                           | 16th Reg.                            |
| 36 | | António Rodrigues Sampaio (1806–1882)                                                                           | Luis I (1861–1889)          | 23 March 1881               | 14 November 1881                         | Regenerator                           | 17th Reg.                            |
| 36 | 1881 | António Rodrigues Sampaio (1806–1882)                                                                           | Luis I (1861–1889)          |                             |                                          | Regenerator                           | 17th Reg.                            |
| 37 | | António Maria de Fontes Pereira de Melo (3rd time) (1819–1887)                                                  | Luis I (1861–1889)          | 14 November 1881            | 16 February 1886                         | Regenerator                           | 17th Reg.                            |
| 37 | 1884 | António Maria de Fontes Pereira de Melo (3rd time) (1819–1887)                                                  | Luis I (1861–1889)          |                             |                                          | Regenerator                           | 17th Reg.                            |
| 38 | | José Luciano de Castro Pereira Côrte-Real (1834–1914)                                                           | Luis I (1861–1889)          | 16 February 1886            | 14 January 1890                          | Progressist                           | 18th Reg.                            |
| 38 | 1887, 1889 | 1887, 1889 | Carlos I (1889–1908)        |                             |                                          | Progressist                           | 18th Reg.                            |
| 38 | Pink Map crisis; Death of king Luís I; Carlos I ascends the throne; 1890 British Ultimatum. | José Luciano de Castro Pereira Côrte-Real (1834–1914)                                                           | Carlos I (1889–1908)        |                             |                                          |                                       |                                      |
| 39 | | António de Serpa Pimentel (1825–1900)                                                                           | Carlos I (1889–1908)        | 14 January 1890             | 11 October 1890                          | Regenerator                           | 19th Reg.                            |
| 39 | 1890 | António de Serpa Pimentel (1825–1900)                                                                           | Carlos I (1889–1908)        |                             |                                          | Regenerator                           | 19th Reg.                            |
| 40 | | João Crisóstomo de Abreu e Sousa (1811–1895)                                                                    | Carlos I (1889–1908)        | 11 October 1890             | 18 January 1892                          | Independent                           | 20th Reg.                            |
| 40 | —— | João Crisóstomo de Abreu e Sousa (1811–1895)                                                                    | Carlos I (1889–1908)        |                             |                                          | Independent                           | 20th Reg.                            |
| 40 | ngày 31 tháng 1 năm 1891 rebellion in Porto. | João Crisóstomo de Abreu e Sousa (1811–1895)                                                                    | Carlos I (1889–1908)        |                             |                                          |                                       |                                      |
| 41 | | José Dias Ferreira (1837–1909)                                                                                  | Carlos I (1889–1908)        | 18 January 1892             | 22 February 1893                         | Independent                           | 21st Reg.                            |
| 41 | 1892 | José Dias Ferreira (1837–1909)                                                                                  | Carlos I (1889–1908)        |                             |                                          | Independent                           | 21st Reg.                            |
| 42 | | Ernesto Rudolfo Hintze Ribeiro (1849–1907)                                                                      | Carlos I (1889–1908)        | 22 February 1893            | 5 February 1897                          | Regenerator                           | 22nd Reg.                            |
| 42 | 1894, 1895 | Ernesto Rudolfo Hintze Ribeiro (1849–1907)                                                                      | Carlos I (1889–1908)        |                             |                                          | Regenerator                           | 22nd Reg.                            |
| 43 | | José Luciano de Castro Pereira Côrte-Real (2nd time) (1834–1914)                                                | Carlos I (1889–1908)        | 5 February 1897             | 26 July 1900                             | Progressist                           | 23rd Reg.                            |
| 43 | 1897, 1899 | José Luciano de Castro Pereira Côrte-Real (2nd time) (1834–1914)                                                | Carlos I (1889–1908)        |                             |                                          | Progressist                           | 23rd Reg.                            |
| 44 | | Ernesto Rudolfo Hintze Ribeiro (2nd time) (1849–1907)                                                           | Carlos I (1889–1908)        | 26 July 1900                | 20 October 1904                          | Regenerator                           | 24th Reg.                            |
| 44 | 1900, 1901, 1904 | Ernesto Rudolfo Hintze Ribeiro (2nd time) (1849–1907)                                                           | Carlos I (1889–1908)        |                             |                                          | Regenerator                           | 24th Reg.                            |
| 45 | | José Luciano de Castro Pereira Côrte-Real (3rd time) (1834–1914)                                                | Carlos I (1889–1908)        | 20 October 1904             | 19 March 1906                            | Progressist                           | 25th Reg.                            |
| 45 | 1905 | José Luciano de Castro Pereira Côrte-Real (3rd time) (1834–1914)                                                | Carlos I (1889–1908)        |                             |                                          | Progressist                           | 25th Reg.                            |
| 46 | | Ernesto Rudolfo Hintze Ribeiro (3rd time) (1849–1907)                                                           | Carlos I (1889–1908)        | 19 March 1906               | 19 May 1906                              | Regenerator                           | 26th Reg.                            |
| 46 | Apr.1906 | Ernesto Rudolfo Hintze Ribeiro (3rd time) (1849–1907)                                                           | Carlos I (1889–1908)        |                             |                                          | Regenerator                           | 26th Reg.                            |
| 47 | | João Ferreira Franco Pinto Castelo-Branco (1855–1929)                                                           | Carlos I (1889–1908)        | 19 May 1906                 | 4 February 1908                          | Liberal Regenerator                   | 27th Reg.                            |
| 47 | Aug.1906 | João Ferreira Franco Pinto Castelo-Branco (1855–1929)                                                           | Carlos I (1889–1908)        |                             |                                          | Liberal Regenerator                   | 27th Reg.                            |
| 47 | Establishment of an authoritarian government; Lisbon Regicide and death of King Carlos I and other royal family members; Manuel II ascends the throne.                                                                                         | João Ferreira Franco Pinto Castelo-Branco (1855–1929)                                                           | Carlos I (1889–1908)        |                             |                                          |                                       |                                      |
| 48 | | Francisco Joaquim Ferreira do Amaral (1844–1923)                                                                | 4 February 1908             | 26 December 1908            | Independent                              | 28th Reg.                             | Manuel II (1908–1910)                |
| 48 | 1908 | Francisco Joaquim Ferreira do Amaral (1844–1923)                                                                |                             |                             | Independent                              | 28th Reg.                             | Manuel II (1908–1910)                |
| 49 | liên kết=link=Special:FilePath/Campos Henriques.gif | Artur Alberto de Campos Henriques (1853–1922)                                                                   | 26 December 1908            | 11 April 1909               | Independent (Regenerator và Progressist) | 29th Reg.                             | Manuel II (1908–1910)                |
| 49 | liên kết=link=Special:FilePath/Campos Henriques.gif | Artur Alberto de Campos Henriques (1853–1922)                                                                   | ——                          |                             | Independent (Regenerator và Progressist) | 29th Reg.                             | Manuel II (1908–1910)                |
| 50 | | Sebastião Custódio de Sousa Teles (1847–1921)                                                                   | 11 April 1909               | 14 May 1909                 | Independent                              | 30th Reg.                             | Manuel II (1908–1910)                |
| 50 | —— | Sebastião Custódio de Sousa Teles (1847–1921)                                                                   |                             |                             | Independent                              | 30th Reg.                             | Manuel II (1908–1910)                |
| 51 | | Venceslau de Sousa Pereira de Lima (1858–1919)                                                                  | 14 May 1909                 | 22 December 1909            | Independent                              | 31st Reg.                             | Manuel II (1908–1910)                |
| 51 | —— | Venceslau de Sousa Pereira de Lima (1858–1919)                                                                  |                             |                             | Independent                              | 31st Reg.                             | Manuel II (1908–1910)                |
| 52 | không khung | Francisco António da Veiga Beirão (1841–1916)                                                                   | 22 December 1909            | 26 June 1910                | Regenerator                              | 32nd Reg.                             | Manuel II (1908–1910)                |
| 52 | không khung | Francisco António da Veiga Beirão (1841–1916)                                                                   | ——                          |                             | Regenerator                              | 32nd Reg.                             | Manuel II (1908–1910)                |
| 53 | | António Teixeira de Sousa (1857–1917)                                                                           | 26 June 1910                | 5 October 1910              | Regenerator                              | 33rd Reg.                             | Manuel II (1908–1910)                |
| 53 | 1910 | António Teixeira de Sousa (1857–1917)                                                                           |                             |                             | Regenerator                              | 33rd Reg.                             | Manuel II (1908–1910)                |
| 53 | Cách mạng ngày 5 tháng 10 năm 1910; Chấm dứt chế độ quân chủ; gia đình hoàng gia phải lưu vong sang nước Anh. | António Teixeira de Sousa (1857–1917)                                                                           |                             |                             |                                          |                                       | Manuel II (1908–1910)                |

### Đệ nhất Cộng hòa (1910–1926)
| #  | Portrait                                                                             | Name (Birth–Death) | Term of office — Electoral mandates | Term of office — Electoral mandates | Political party                                     | Government       | President (Mandate)                |
| -- | ------------------------------------------------------------------------------------ | --- | ----------------------------------- | ----------------------------------- | --------------------------------------------------- | ---------------- | ---------------------------------- |
| 54 |                                                                                      | Joaquim Teófilo Fernandes Braga(1843–1924)                                                                                                   | 5 October1910                       | 4 September1911                     | Republican                                          | 1st              | Teófilo Braga(1910–1911)           |
| 54 | 1911                                                                                 | Joaquim Teófilo Fernandes Braga(1843–1924)                                                                                                   |                                     |                                     | Republican                                          | 1st              | Teófilo Braga(1910–1911)           |
| 54 | ngày 5 tháng 10 năm 1910 revolution.                                                 | Joaquim Teófilo Fernandes Braga(1843–1924)                                                                                                   |                                     |                                     |                                                     |                  | Teófilo Braga(1910–1911)           |
| 55 |                                                                                      | João Pinheiro Chagas(1863–1925) | 4 September1911                     | 13 November1911                     | Republican                                          | 2nd              | Manuel de Arriaga(1911–1915)       |
| 55 | ——                                                                                   | João Pinheiro Chagas(1863–1925) |                                     |                                     | Republican                                          | 2nd              | Manuel de Arriaga(1911–1915)       |
| 56 |                                                                                      | Augusto César de Almeida de Vasconcelos Correia(1867–1951)                                                                                   | 13 November1911                     | 16 June1912                         | Republican                                          | 3rd              | Manuel de Arriaga(1911–1915)       |
| 56 | ——                                                                                   | Augusto César de Almeida de Vasconcelos Correia(1867–1951)                                                                                   |                                     |                                     | Republican                                          | 3rd              | Manuel de Arriaga(1911–1915)       |
| 57 |                                                                                      | Duarte Leite Pereira da Silva(1864–1950) | 16 June1912                         | 23 September1912                    | Republican                                          | 4th              | Manuel de Arriaga(1911–1915)       |
| 57 | ——                                                                                   | Duarte Leite Pereira da Silva(1864–1950) |                                     |                                     | Republican                                          | 4th              | Manuel de Arriaga(1911–1915)       |
| 57 | Royalist attack on Chaves.                                                           | Duarte Leite Pereira da Silva(1864–1950) |                                     |                                     |                                                     | 4th              | Manuel de Arriaga(1911–1915)       |
| -  |                                                                                      | Augusto César de Almeida de Vasconcelos Correia (interim) (1867–1951)                                                                        | 23 September1912                    | 30 September1912                    | Republican                                          | 4th              | Manuel de Arriaga(1911–1915)       |
| -  | ——                                                                                   | Augusto César de Almeida de Vasconcelos Correia (interim) (1867–1951)                                                                        |                                     |                                     | Republican                                          | 4th              | Manuel de Arriaga(1911–1915)       |
| -  |                                                                                      | Duarte Leite Pereira da Silva (1864–1950) | 30 September1912                    | 9 January1913                       | Republican                                          | 4th              | Manuel de Arriaga(1911–1915)       |
| -  | ——                                                                                   | Duarte Leite Pereira da Silva (1864–1950) |                                     |                                     | Republican                                          | 4th              | Manuel de Arriaga(1911–1915)       |
| 58 |                                                                                      | Afonso Augusto da Costa(1871–1937) | 9 January1913                       | 9 February1914                      | Democratic                                          | 5th              | Manuel de Arriaga(1911–1915)       |
| 58 | ——                                                                                   | Afonso Augusto da Costa(1871–1937) |                                     |                                     | Democratic                                          | 5th              | Manuel de Arriaga(1911–1915)       |
| 59 |                                                                                      | Bernardino Luís Machado Guimarães(1851–1944)                                                                                                 | 9 February1914                      | 12 December1914                     | Democratic                                          | 6th, 7th         | Manuel de Arriaga(1911–1915)       |
| 59 | ——                                                                                   | Bernardino Luís Machado Guimarães(1851–1944)                                                                                                 |                                     |                                     | Democratic                                          | 6th, 7th         | Manuel de Arriaga(1911–1915)       |
| 59 | Portugal in the World War I.                                                         | Bernardino Luís Machado Guimarães(1851–1944)                                                                                                 |                                     |                                     |                                                     |                  | Manuel de Arriaga(1911–1915)       |
| 60 |                                                                                      | "Vítor Hugo" de Azevedo Coutinho(1871–1955)                                                                                                  | 12 December1914                     | 28 January1915                      | Democratic                                          | 8th              | Manuel de Arriaga(1911–1915)       |
| 60 | ——                                                                                   | "Vítor Hugo" de Azevedo Coutinho(1871–1955)                                                                                                  |                                     |                                     | Democratic                                          | 8th              | Manuel de Arriaga(1911–1915)       |
| 61 |                                                                                      | Joaquim Pereira Pimenta de Castro(1846–1918)                                                                                                 | 28 January1915                      | 14 May1915                          | Independent                                         | 9th              | Manuel de Arriaga(1911–1915)       |
| 61 | ——                                                                                   | Joaquim Pereira Pimenta de Castro(1846–1918)                                                                                                 |                                     |                                     | Independent                                         | 9th              | Manuel de Arriaga(1911–1915)       |
| -  |                                                                                      | Constitutional Junta composed of: José Norton de Matos António Maria da Silva José de Freitas Ribeiro Alfredo de Sá Cardoso Álvaro de Castro | 14 May1915                          | 15 May1915                          | None                                                |                  | Manuel de Arriaga(1911–1915)       |
| -  | ——                                                                                   | Constitutional Junta composed of: José Norton de Matos António Maria da Silva José de Freitas Ribeiro Alfredo de Sá Cardoso Álvaro de Castro |                                     |                                     | None                                                |                  | Manuel de Arriaga(1911–1915)       |
| -  |                                                                                      | João Pinheiro Chagas (did not take office) (1863–1925)                                                                                       | 15 May1915                          | 17 May1915                          | Independent                                         | 10th, 11th       | Manuel de Arriaga(1911–1915)       |
| -  | ——                                                                                   | João Pinheiro Chagas (did not take office) (1863–1925)                                                                                       |                                     |                                     | Independent                                         | 10th, 11th       | Manuel de Arriaga(1911–1915)       |
| 62 | không khung                                                                          | José Augusto Soares Ribeiro de Castro(1868–1929)                                                                                             | 17 May1915                          | 29 November1915                     | Democratic                                          | 10th, 11th       | Teófilo Braga(1915)                |
| 62 | không khung                                                                          | José Augusto Soares Ribeiro de Castro(1868–1929)                                                                                             | 1915                                |                                     | Democratic                                          | 10th, 11th       | Teófilo Braga(1915)                |
| 63 |                                                                                      | Afonso Augusto da Costa (2nd time) (1871–1937)                                                                                               | 29 November1915                     | 16 March1916                        | Democratic                                          | 12th             | Bernardino Machado(1915–1917)      |
| 63 | ——                                                                                   | Afonso Augusto da Costa (2nd time) (1871–1937)                                                                                               |                                     |                                     | Democratic                                          | 12th             | Bernardino Machado(1915–1917)      |
| 64 |                                                                                      | António José de Almeida(1866–1929) | 16 March1916                        | 25 April1917                        | Sacred Union(Evolutionist Party with the Democrats) | 13th             | Bernardino Machado(1915–1917)      |
| 64 | ——                                                                                   | António José de Almeida(1866–1929) |                                     |                                     | Sacred Union(Evolutionist Party with the Democrats) | 13th             | Bernardino Machado(1915–1917)      |
| 65 |                                                                                      | Afonso Augusto da Costa(1871–1937) | 25 April1917                        | 7 October1917                       | Democratic                                          | 14th             | Bernardino Machado(1915–1917)      |
| 65 | ——                                                                                   | Afonso Augusto da Costa(1871–1937) |                                     |                                     | Democratic                                          | 14th             | Bernardino Machado(1915–1917)      |
| -  |                                                                                      | José Maria Mendes Ribeiro Norton de Matos (interim) (1867–1955)                                                                              | 7 October1917                       | 25 October1917                      | Democratic                                          | 14th             | Bernardino Machado(1915–1917)      |
| -  | ——                                                                                   | José Maria Mendes Ribeiro Norton de Matos (interim) (1867–1955)                                                                              |                                     |                                     | Democratic                                          | 14th             | Bernardino Machado(1915–1917)      |
| -  |                                                                                      | Afonso Augusto da Costa(1871–1937) | 25 October1917                      | 17 November1917                     | Democratic                                          | 14th             | Bernardino Machado(1915–1917)      |
| -  | ——                                                                                   | Afonso Augusto da Costa(1871–1937) |                                     |                                     | Democratic                                          | 14th             | Bernardino Machado(1915–1917)      |
| -  |                                                                                      | José Maria Mendes Ribeiro Norton de Matos (interim) (1867–1955)                                                                              | 17 November1917                     | 8 December1917                      | Democratic                                          | 14th             | Bernardino Machado(1915–1917)      |
| -  | ——                                                                                   | José Maria Mendes Ribeiro Norton de Matos (interim) (1867–1955)                                                                              |                                     |                                     | Democratic                                          | 14th             | Bernardino Machado(1915–1917)      |
| 66 |                                                                                      | Sidónio Bernardino Cardoso da Silva Pais(1872–1918)                                                                                          | 8 December1917                      | 14 December1918 (died)              | National Republican                                 | 15th, 16th       | Sidónio Pais(1918)                 |
| 66 | 1918                                                                                 | Sidónio Bernardino Cardoso da Silva Pais(1872–1918)                                                                                          |                                     |                                     | National Republican                                 | 15th, 16th       | Sidónio Pais(1918)                 |
| 66 | Known as the President-King; establishment of an authoritarian regime; assassinated. | Sidónio Bernardino Cardoso da Silva Pais(1872–1918)                                                                                          |                                     |                                     |                                                     | 15th, 16th       | Sidónio Pais(1918)                 |
| 67 |                                                                                      | João do Canto e Castro da Silva Antunes Júnior(1862–1934)                                                                                    | 14 December1918                     | 23 December1918                     | National Republican                                 | 15th, 16th       | João do Canto e Castro(1918–1919)  |
| 67 | ——                                                                                   | João do Canto e Castro da Silva Antunes Júnior(1862–1934)                                                                                    |                                     |                                     | National Republican                                 | 15th, 16th       | João do Canto e Castro(1918–1919)  |
| 68 |                                                                                      | João Tamagnini de Sousa Barbosa(1883–1948)                                                                                                   | 23 December1918                     | 27 January1919                      | National Republican                                 | 17th, 18th       | João do Canto e Castro(1918–1919)  |
| 68 | ——                                                                                   | João Tamagnini de Sousa Barbosa(1883–1948)                                                                                                   |                                     |                                     | National Republican                                 | 17th, 18th       | João do Canto e Castro(1918–1919)  |
| 68 | Monarchy of the North.                                                               | João Tamagnini de Sousa Barbosa(1883–1948)                                                                                                   |                                     |                                     |                                                     |                  | João do Canto e Castro(1918–1919)  |
| 69 |                                                                                      | José Maria Mascarenhas Relvas(1858–1929) | 27 January1919                      | 30 March1919                        | Independent                                         | 19th             | João do Canto e Castro(1918–1919)  |
| 69 | ——                                                                                   | José Maria Mascarenhas Relvas(1858–1929) |                                     |                                     | Independent                                         | 19th             | João do Canto e Castro(1918–1919)  |
| 70 | không khung                                                                          | Domingos Leite Pereira(1882–1956) | 30 March1919                        | 30 June1919                         | Independent                                         | 20th             | João do Canto e Castro(1918–1919)  |
| 70 | không khung                                                                          | Domingos Leite Pereira(1882–1956) | ——                                  |                                     | Independent                                         | 20th             | João do Canto e Castro(1918–1919)  |
| 71 |                                                                                      | Alfredo Ernesto de Sá Cardoso (reconducted) (1864–1950)                                                                                      | 30 June1919                         | 15 January1920                      | Democratic                                          | 21st             | João do Canto e Castro(1918–1919)  |
| 71 | 1919                                                                                 | Alfredo Ernesto de Sá Cardoso (reconducted) (1864–1950)                                                                                      |                                     |                                     | Democratic                                          | 21st             | João do Canto e Castro(1918–1919)  |
| -  |                                                                                      | Francisco José Fernandes Costa (did not take office) (1857–1925)                                                                             | 15 January1920                      | 15 January1920                      | Republican Liberal                                  | 22nd             | António José de Almeida(1919–1923) |
| -  | ——                                                                                   | Francisco José Fernandes Costa (did not take office) (1857–1925)                                                                             |                                     |                                     | Republican Liberal                                  | 22nd             | António José de Almeida(1919–1923) |
| -  |                                                                                      | Alfredo Ernesto de Sá Cardoso (reconducted) (1864–1950)                                                                                      | 15 January1920                      | 21 January1920                      | Democratic                                          | 21st             | António José de Almeida(1919–1923) |
| -  | ——                                                                                   | Alfredo Ernesto de Sá Cardoso (reconducted) (1864–1950)                                                                                      |                                     |                                     | Democratic                                          | 21st             | António José de Almeida(1919–1923) |
| 72 | không khung                                                                          | Domingos Leite Pereira (2nd time) (1882–1956)                                                                                                | 21 January1920                      | 8 March1920                         | Independent                                         | 23rd             | António José de Almeida(1919–1923) |
| 72 | không khung                                                                          | Domingos Leite Pereira (2nd time) (1882–1956)                                                                                                | ——                                  |                                     | Independent                                         | 23rd             | António José de Almeida(1919–1923) |
| 73 | không khung                                                                          | António Maria Baptista(1866–1920) | 8 March1920                         | 6 June1920 (died)                   | Democratic                                          | 24th             | António José de Almeida(1919–1923) |
| 73 | không khung                                                                          | António Maria Baptista(1866–1920) | ——                                  |                                     | Democratic                                          | 24th             | António José de Almeida(1919–1923) |
| 74 | không khung                                                                          | José Ramos Preto(1871–1949) | 6 June1920                          | 26 June1920                         | Democratic                                          | 24th             | António José de Almeida(1919–1923) |
| 74 | không khung                                                                          | José Ramos Preto(1871–1949) | ——                                  |                                     | Democratic                                          | 24th             | António José de Almeida(1919–1923) |
| 75 |                                                                                      | António Maria da Silva(1872–1950) | 26 June1920                         | 19 July1920                         | Democratic(with the Socialists and Populars)        | 25th             | António José de Almeida(1919–1923) |
| 75 | ——                                                                                   | António Maria da Silva(1872–1950) |                                     |                                     | Democratic(with the Socialists and Populars)        | 25th             | António José de Almeida(1919–1923) |
| 76 |                                                                                      | António Joaquim Granjo(1881–1921) | 19 July1920                         | 20 November1920                     | Republican Liberal(with the Reconstitution Party)   | 26th             | António José de Almeida(1919–1923) |
| 76 | ——                                                                                   | António Joaquim Granjo(1881–1921) |                                     |                                     | Republican Liberal(with the Reconstitution Party)   | 26th             | António José de Almeida(1919–1923) |
| 77 | không khung                                                                          | Álvaro Xavier de Castro(1878–1928) | 20 November1920                     | 30 November1920                     | Democratic(with Reconstitution Party and Populars)  | 27th             | António José de Almeida(1919–1923) |
| 77 | không khung                                                                          | Álvaro Xavier de Castro(1878–1928) | ——                                  |                                     | Democratic(with Reconstitution Party and Populars)  | 27th             | António José de Almeida(1919–1923) |
| 78 |                                                                                      | Liberato Damião Ribeiro Pinto(1880–1949) | 30 November1920                     | 2 March1921                         | Democratic(with Reconstitution Party and Populars)  | 28th             | António José de Almeida(1919–1923) |
| 78 | ——                                                                                   | Liberato Damião Ribeiro Pinto(1880–1949) |                                     |                                     | Democratic(with Reconstitution Party and Populars)  | 28th             | António José de Almeida(1919–1923) |
| 79 |                                                                                      | Bernardino Luís Machado Guimarães (2nd time) (1851–1944)                                                                                     | 2 March1921                         | 23 May1921                          | Democratic(with Reconstitution Party and Populars)  | 29th             | António José de Almeida(1919–1923) |
| 79 | ——                                                                                   | Bernardino Luís Machado Guimarães (2nd time) (1851–1944)                                                                                     |                                     |                                     | Democratic(with Reconstitution Party and Populars)  | 29th             | António José de Almeida(1919–1923) |
| 80 |                                                                                      | Tomé José de Barros Queirós(1872–1925) | 23 May1921                          | 30 August1921                       | Republican Liberal                                  | 30th             | António José de Almeida(1919–1923) |
| 80 | ——                                                                                   | Tomé José de Barros Queirós(1872–1925) |                                     |                                     | Republican Liberal                                  | 30th             | António José de Almeida(1919–1923) |
| 81 |                                                                                      | António Joaquim Granjo (2nd time) (1881–1921)                                                                                                | 30 August1921                       | 19 October1921                      | Republican Liberal                                  | 31st             | António José de Almeida(1919–1923) |
| 81 | 1921                                                                                 | António Joaquim Granjo (2nd time) (1881–1921)                                                                                                |                                     |                                     | Republican Liberal                                  | 31st             | António José de Almeida(1919–1923) |
| 82 |                                                                                      | António Manuel Maria Coelho(1857–1943) | 19 October1921                      | 5 November1921                      | Independent                                         | 32nd             | António José de Almeida(1919–1923) |
| 82 | ——                                                                                   | António Manuel Maria Coelho(1857–1943) |                                     |                                     | Independent                                         | 32nd             | António José de Almeida(1919–1923) |
| 83 |                                                                                      | Carlos Henrique da Silva Maia Pinto(1866–1932)                                                                                               | 5 November1921                      | 16 December1921                     | Independent                                         | 33rd             | António José de Almeida(1919–1923) |
| 83 | ——                                                                                   | Carlos Henrique da Silva Maia Pinto(1866–1932)                                                                                               |                                     |                                     | Independent                                         | 33rd             | António José de Almeida(1919–1923) |
| 84 |                                                                                      | Francisco Pinto da Cunha Leal(1888–1970) | 16 December1921                     | 7 February1922                      | Democratic                                          | 34th             | António José de Almeida(1919–1923) |
| 84 | ——                                                                                   | Francisco Pinto da Cunha Leal(1888–1970) |                                     |                                     | Democratic                                          | 34th             | António José de Almeida(1919–1923) |
| 85 |                                                                                      | António Maria da Silva (2nd time) (1872–1950)                                                                                                | 7 February1922                      | 15 November1923                     | Democratic                                          | 35th, 36th, 37th | António José de Almeida(1919–1923) |
| 85 | 1922                                                                                 | António Maria da Silva (2nd time) (1872–1950)                                                                                                |                                     |                                     | Democratic                                          | 35th, 36th, 37th | António José de Almeida(1919–1923) |
| 86 |                                                                                      | António Ginestal Machado(1874–1940) | 15 November1923                     | 18 December1923                     | Nationalist Republican                              | 38th             | Manuel Teixeira Gomes(1923–1925)   |
| 86 | ——                                                                                   | António Ginestal Machado(1874–1940) |                                     |                                     | Nationalist Republican                              | 38th             | Manuel Teixeira Gomes(1923–1925)   |
| 87 |                                                                                      | Álvaro Xavier de Castro (2nd time) (1878–1928)                                                                                               | 18 December1923                     | 7 July1924                          | Nationalist Republican(with the Democratics)        | 39th             | Manuel Teixeira Gomes(1923–1925)   |
| 87 | ——                                                                                   | Álvaro Xavier de Castro (2nd time) (1878–1928)                                                                                               |                                     |                                     | Nationalist Republican(with the Democratics)        | 39th             | Manuel Teixeira Gomes(1923–1925)   |
| 88 |                                                                                      | Alfredo Rodrigues Gaspar(1865–1938) | 7 July1924                          | 22 November1924                     | Democratic                                          | 40th             | Manuel Teixeira Gomes(1923–1925)   |
| 88 | ——                                                                                   | Alfredo Rodrigues Gaspar(1865–1938) |                                     |                                     | Democratic                                          | 40th             | Manuel Teixeira Gomes(1923–1925)   |
| 89 |                                                                                      | José Domingues dos Santos(1885–1958) | 22 November1924                     | 15 February1925                     | Democratic Leftwing Republican                      | 41st             | Manuel Teixeira Gomes(1923–1925)   |
| 89 | ——                                                                                   | José Domingues dos Santos(1885–1958) |                                     |                                     | Democratic Leftwing Republican                      | 41st             | Manuel Teixeira Gomes(1923–1925)   |
| 90 |                                                                                      | Vitorino Máximo de Carvalho Guimarães(1876–1957)                                                                                             | 15 February1925                     | 1 July1925                          | Democratic                                          | 42nd             | Manuel Teixeira Gomes(1923–1925)   |
| 90 | ——                                                                                   | Vitorino Máximo de Carvalho Guimarães(1876–1957)                                                                                             |                                     |                                     | Democratic                                          | 42nd             | Manuel Teixeira Gomes(1923–1925)   |
| 91 |                                                                                      | António Maria da Silva (3rd time) (1872–1950)                                                                                                | 1 July1925                          | 1 August1925                        | Democratic                                          | 43rd             | Manuel Teixeira Gomes(1923–1925)   |
| 91 | ——                                                                                   | António Maria da Silva (3rd time) (1872–1950)                                                                                                |                                     |                                     | Democratic                                          | 43rd             | Manuel Teixeira Gomes(1923–1925)   |
| 92 | không khung                                                                          | Domingos Leite Pereira (3rd time) (1882–1956)                                                                                                | 1 August1925                        | 18 December1925                     | Democratic                                          | 44th             | Manuel Teixeira Gomes(1923–1925)   |
| 92 | không khung                                                                          | Domingos Leite Pereira (3rd time) (1882–1956)                                                                                                | ——                                  |                                     | Democratic                                          | 44th             | Manuel Teixeira Gomes(1923–1925)   |
| 93 |                                                                                      | António Maria da Silva (4th time) (1872–1950)                                                                                                | 18 December1925                     | 30 May1926                          | Democratic                                          | 45th             | Bernardino Machado(1925–1926)      |
| 93 | 1925                                                                                 | António Maria da Silva (4th time) (1872–1950)                                                                                                |                                     |                                     | Democratic                                          | 45th             | Bernardino Machado(1925–1926)      |
| 93 | ngày 28 tháng 5 năm 1926 coup d'état.                                                | António Maria da Silva (4th time) (1872–1950)                                                                                                |                                     |                                     |                                                     |                  | Bernardino Machado(1925–1926)      |

### Đệ nhị Cộng hòa (1926–1974)
| 94                                  | không khung | José Mendes Cabeçadas Júnior(1883–1965)               | 30 May1926 | 19 June1926 | None | 1st Dict. | José Mendes Cabeçadas(1926)         |
| 94                                  | không khung | José Mendes Cabeçadas Júnior(1883–1965)               | —— | | None | 1st Dict. | José Mendes Cabeçadas(1926)         |
| 94                                  | không khung | José Mendes Cabeçadas Júnior(1883–1965)               | ngày 28 tháng 5 năm 1926 coup d'état. | | | | José Mendes Cabeçadas(1926)         |
| 95                                  | | Manuel de Oliveira Gomes da Costa(1863–1929)          | 19 June1926 | 9 July1926 | None | 2nd Dict. | Manuel Gomes da Costa(1926)         |
| 95                                  | —— | Manuel de Oliveira Gomes da Costa(1863–1929)          | | | None | 2nd Dict. | Manuel Gomes da Costa(1926)         |
| 96                                  | không khung | António Óscar Fragoso Carmona(1869–1951)              | 9 July1926 | 18 April1928 | None | 3rd Dict. | António Óscar Carmona(1926–1951)    |
| 96                                  | không khung | António Óscar Fragoso Carmona(1869–1951)              | —— | | None | 3rd Dict. | António Óscar Carmona(1926–1951)    |
| 97                                  | | José Vicente de Freitas(1869–1952)                    | 18 April1928 | 8 July1929 | None | 4th Dict.5th Dict. | António Óscar Carmona(1926–1951)    |
| 97                                  | —— | José Vicente de Freitas(1869–1952)                    | | | None | 4th Dict.5th Dict. | António Óscar Carmona(1926–1951)    |
| 98                                  | | Artur Ivens Ferraz(1870–1933)                         | 8 July1929 | 21 January1930 | None | 6th Dict. | António Óscar Carmona(1926–1951)    |
| 98                                  | —— | Artur Ivens Ferraz(1870–1933)                         | | | None | 6th Dict. | António Óscar Carmona(1926–1951)    |
| 99                                  | | Domingos Augusto Alves da Costa e Oliveira(1873–1957) | 21 January1930 | 5 July1932 | National Union | 7th Dict. | António Óscar Carmona(1926–1951)    |
| 99                                  | —— | Domingos Augusto Alves da Costa e Oliveira(1873–1957) | | | National Union | 7th Dict. | António Óscar Carmona(1926–1951)    |
| Estado Novo – New State (1932–1974) | |                                                       | | | | | António Óscar Carmona(1926–1951)    |
| 100                                 | không khung | António de Oliveira Salazar(1889–1970)                | 5 July1932 | 25 September1968 | National Union | 8th Dict.9th Dict.10th Dict. | António Óscar Carmona(1926–1951)    |
| 100                                 | không khung | António de Oliveira Salazar(1889–1970)                | 1934, 1938, 1942, 1945, 1949, 1953, 1957, 1961, 1965 | 1934, 1938, 1942, 1945, 1949, 1953, 1957, 1961, 1965 | National Union | 8th Dict.9th Dict.10th Dict. | Francisco Craveiro Lopes(1951–1958) |
| 100                                 | không khung | António de Oliveira Salazar(1889–1970)                | Longest serving Prime Minister in Portuguese history; Formation of the Estado Novo; Strong economic and fiscal stabilization; Spanish Civil War; 1936 Naval Revolt; Concordat of 1940 between Portugal and the Holy See; Portugal neutrality during World War II; Marshall Plan; Repression of civil liberties và political freedoms; co-founder of United Nations, NATO, OCDE và EFTA; 1960s Economic expansion; loss of Portuguese India; Portuguese Colonial War; 1962 Academic Crisis; Replaced after suffering a brain hemorrhage. | Longest serving Prime Minister in Portuguese history; Formation of the Estado Novo; Strong economic and fiscal stabilization; Spanish Civil War; 1936 Naval Revolt; Concordat of 1940 between Portugal and the Holy See; Portugal neutrality during World War II; Marshall Plan; Repression of civil liberties và political freedoms; co-founder of United Nations, NATO, OCDE và EFTA; 1960s Economic expansion; loss of Portuguese India; Portuguese Colonial War; 1962 Academic Crisis; Replaced after suffering a brain hemorrhage. | Longest serving Prime Minister in Portuguese history; Formation of the Estado Novo; Strong economic and fiscal stabilization; Spanish Civil War; 1936 Naval Revolt; Concordat of 1940 between Portugal and the Holy See; Portugal neutrality during World War II; Marshall Plan; Repression of civil liberties và political freedoms; co-founder of United Nations, NATO, OCDE và EFTA; 1960s Economic expansion; loss of Portuguese India; Portuguese Colonial War; 1962 Academic Crisis; Replaced after suffering a brain hemorrhage. | Longest serving Prime Minister in Portuguese history; Formation of the Estado Novo; Strong economic and fiscal stabilization; Spanish Civil War; 1936 Naval Revolt; Concordat of 1940 between Portugal and the Holy See; Portugal neutrality during World War II; Marshall Plan; Repression of civil liberties và political freedoms; co-founder of United Nations, NATO, OCDE và EFTA; 1960s Economic expansion; loss of Portuguese India; Portuguese Colonial War; 1962 Academic Crisis; Replaced after suffering a brain hemorrhage. | Américo Tomás(1958–1974)            |
| 101                                 | | Marcello José das Neves Alves Caetano(1906–1980)      | 25 September1968 | 25 April1974 | National Unionfrom 1970People's National Action | 11th Dict. | Américo Tomás(1958–1974)            |
| 101                                 | 1969, 1973 | Marcello José das Neves Alves Caetano(1906–1980)      | | | National Unionfrom 1970People's National Action | 11th Dict. | Américo Tomás(1958–1974)            |
| 101                                 | Marceloist Spring of 1968–70; Economic expansion (until 1973), Portuguese Colonial War; 1973 oil crisis; Carnation Revolution. | Marcello José das Neves Alves Caetano(1906–1980)      | | | | | Américo Tomás(1958–1974)            |

### Đệ tam Cộng hòa (1974–nay)
| #                                                                 | Portrait | Name (Birth–Death) | Term of office — Electoral mandates | Term of office — Electoral mandates                             | Political party                                                 | Government                                                      | President (Mandate)                                             |                                                                 |                                                                 |                                                                 |                                                                 |
| Provisional Governments of the Revolutionary Period (1974–1976)   | Provisional Governments of the Revolutionary Period (1974–1976) | Provisional Governments of the Revolutionary Period (1974–1976) | Provisional Governments of the Revolutionary Period (1974–1976) | Provisional Governments of the Revolutionary Period (1974–1976) | Provisional Governments of the Revolutionary Period (1974–1976) | Provisional Governments of the Revolutionary Period (1974–1976) | Provisional Governments of the Revolutionary Period (1974–1976) | Provisional Governments of the Revolutionary Period (1974–1976) | Provisional Governments of the Revolutionary Period (1974–1976) | Provisional Governments of the Revolutionary Period (1974–1976) | Provisional Governments of the Revolutionary Period (1974–1976) |
| ----------------------------------------------------------------- | --- | --- | --- | --------------------------------------------------------------- | --------------------------------------------------------------- | --------------------------------------------------------------- | --------------------------------------------------------------- | --------------------------------------------------------------- | --------------------------------------------------------------- | --------------------------------------------------------------- | --------------------------------------------------------------- |
| -                                                                 | | National Salvation Juntacomposed of: António de Spínola, Francisco da Costa Gomes Jaime Silvério Marques, Diogo Neto, Carlos Galvão de Melo José Baptista Pinheiro de Azevedo, António Rosa Coutinho | 25 April1974 | 16 May1974                                                      | None                                                            | —                                                               | António de Spínola(1974)                                        |                                                                 |                                                                 |                                                                 |                                                                 |
| -                                                                 | — | National Salvation Juntacomposed of: António de Spínola, Francisco da Costa Gomes Jaime Silvério Marques, Diogo Neto, Carlos Galvão de Melo José Baptista Pinheiro de Azevedo, António Rosa Coutinho | |                                                                 | None                                                            | —                                                               | António de Spínola(1974)                                        |                                                                 |                                                                 |                                                                 |                                                                 |
| -                                                                 | Military junta designated to maintain government following the Carnation Revolution. | National Salvation Juntacomposed of: António de Spínola, Francisco da Costa Gomes Jaime Silvério Marques, Diogo Neto, Carlos Galvão de Melo José Baptista Pinheiro de Azevedo, António Rosa Coutinho | |                                                                 |                                                                 |                                                                 | António de Spínola(1974)                                        |                                                                 |                                                                 |                                                                 |                                                                 |
| 102                                                               | không khung | Adelino da Palma Carlos(1905–1992) | 16 May1974 | 18 July1974                                                     | Independent                                                     | Prov. I                                                         | António de Spínola(1974)                                        |                                                                 |                                                                 |                                                                 |                                                                 |
| 102                                                               | không khung | Adelino da Palma Carlos(1905–1992) | — |                                                                 | Independent                                                     | Prov. I                                                         | António de Spínola(1974)                                        |                                                                 |                                                                 |                                                                 |                                                                 |
| 102                                                               | không khung | Adelino da Palma Carlos(1905–1992) | Lawyer, opponent of the Estado Novo, appointed by presidential nomination. Led a broad-based cabinet.                                                                  |                                                                 |                                                                 |                                                                 | António de Spínola(1974)                                        |                                                                 |                                                                 |                                                                 |                                                                 |
| 103                                                               | | Vasco dos Santos Gonçalves(1921–2005) | 18 July1974 | 19 September1975                                                | Independent                                                     | Prov. II                                                        | António de Spínola(1974)                                        |                                                                 |                                                                 |                                                                 |                                                                 |
| 103                                                               | Prov. III | Vasco dos Santos Gonçalves(1921–2005) | 18 July1974 | 19 September1975                                                | Independent                                                     |                                                                 | António de Spínola(1974)                                        |                                                                 |                                                                 |                                                                 |                                                                 |
| 103                                                               | Prov. IV | Vasco dos Santos Gonçalves(1921–2005) | 18 July1974 | 19 September1975                                                | Independent                                                     | Francisco da Costa Gomes(1974–1976)                             |                                                                 |                                                                 |                                                                 |                                                                 |                                                                 |
| 103                                                               | Prov. V | Vasco dos Santos Gonçalves(1921–2005) | 18 July1974 | 19 September1975                                                | Independent                                                     | Francisco da Costa Gomes(1974–1976)                             |                                                                 |                                                                 |                                                                 |                                                                 |                                                                 |
| 103                                                               | 1975 Cst. | Vasco dos Santos Gonçalves(1921–2005) | |                                                                 | Independent                                                     | Francisco da Costa Gomes(1974–1976)                             |                                                                 |                                                                 |                                                                 |                                                                 |                                                                 |
| 103                                                               | Army colonel with ties with the Communist Party; Nationalization of banks and insurance companies after the events of ngày 11 tháng 3 năm 1975; Land reform; Introduction of a minimum wage; PREC | Vasco dos Santos Gonçalves(1921–2005) | |                                                                 |                                                                 | Francisco da Costa Gomes(1974–1976)                             |                                                                 |                                                                 |                                                                 |                                                                 |                                                                 |
| 104                                                               | | José Baptista Pinheiro de Azevedo(1917–1983) | 19 September1975 | 23 June1976                                                     | Independent                                                     | Francisco da Costa Gomes(1974–1976)                             | Prov. VI                                                        |                                                                 |                                                                 |                                                                 |                                                                 |
| 104                                                               | — | José Baptista Pinheiro de Azevedo(1917–1983) | |                                                                 | Independent                                                     | Francisco da Costa Gomes(1974–1976)                             | Prov. VI                                                        |                                                                 |                                                                 |                                                                 |                                                                 |
| 104                                                               | Coup of ngày 25 tháng 11 năm 1975; Approval of the new Constitution. | José Baptista Pinheiro de Azevedo(1917–1983) | |                                                                 |                                                                 | Francisco da Costa Gomes(1974–1976)                             |                                                                 |                                                                 |                                                                 |                                                                 |                                                                 |
| -                                                                 | | Vasco Fernando Leotte de Almeida e Costa(1932–2010)interim | 23 June1976 | 23 July1976                                                     | Independent                                                     | Francisco da Costa Gomes(1974–1976)                             | (Prov. VI)                                                      |                                                                 |                                                                 |                                                                 |                                                                 |
| -                                                                 | — | Vasco Fernando Leotte de Almeida e Costa(1932–2010)interim | |                                                                 | Independent                                                     | Francisco da Costa Gomes(1974–1976)                             | (Prov. VI)                                                      |                                                                 |                                                                 |                                                                 |                                                                 |
| -                                                                 | Minister of Internal Administration under Pinheiro de Azevedo; interim Prime Minister when Azevedo suffered a heart attack. | Vasco Fernando Leotte de Almeida e Costa(1932–2010)interim | |                                                                 |                                                                 | Francisco da Costa Gomes(1974–1976)                             |                                                                 |                                                                 |                                                                 |                                                                 |                                                                 |
| Prime Ministers heading Constitutional Governments (1976–Present) | | | |                                                                 |                                                                 |                                                                 |                                                                 |                                                                 |                                                                 |                                                                 |                                                                 |
| 105                                                               | | Mário Alberto Nobre Lopes Soares (1924–2017) | 23 July1976 | 28 August1978                                                   | Socialist                                                       | I[Min.]                                                         | António Ramalho Eanes(1976–1986)                                |                                                                 |                                                                 |                                                                 |                                                                 |
| 105                                                               | II (PS/CDS) | Mário Alberto Nobre Lopes Soares (1924–2017) | 23 July1976 | 28 August1978                                                   | Socialist                                                       |                                                                 | António Ramalho Eanes(1976–1986)                                |                                                                 |                                                                 |                                                                 |                                                                 |
| 105                                                               | 1976 | Mário Alberto Nobre Lopes Soares (1924–2017) | |                                                                 | Socialist                                                       |                                                                 | António Ramalho Eanes(1976–1986)                                |                                                                 |                                                                 |                                                                 |                                                                 |
| 105                                                               | First democratically appointed prime minister; 1976-1978 economic crisis; International Monetary Fund loan; Submission of the candidacy of Portugal to the EEC. | Mário Alberto Nobre Lopes Soares (1924–2017) | |                                                                 |                                                                 |                                                                 | António Ramalho Eanes(1976–1986)                                |                                                                 |                                                                 |                                                                 |                                                                 |
| 106                                                               | | Alfredo Jorge Nobre da Costa(1923–1996) | 28 August1978 | 22 November1978                                                 | Independent                                                     | III                                                             | António Ramalho Eanes(1976–1986)                                |                                                                 |                                                                 |                                                                 |                                                                 |
| 106                                                               | — | Alfredo Jorge Nobre da Costa(1923–1996) | |                                                                 | Independent                                                     | III                                                             | António Ramalho Eanes(1976–1986)                                |                                                                 |                                                                 |                                                                 |                                                                 |
| 106                                                               | Appointed by Presidential nomination. Resigned after his cabinet failed to gain Assembly majority. | Alfredo Jorge Nobre da Costa(1923–1996) | |                                                                 |                                                                 |                                                                 | António Ramalho Eanes(1976–1986)                                |                                                                 |                                                                 |                                                                 |                                                                 |
| 107                                                               | | Carlos Alberto da Mota Pinto(1936–1985) | 22 November1978 | 1 August1979                                                    | Independent                                                     | IV                                                              | António Ramalho Eanes(1976–1986)                                |                                                                 |                                                                 |                                                                 |                                                                 |
| 107                                                               | — | Carlos Alberto da Mota Pinto(1936–1985) | |                                                                 | Independent                                                     | IV                                                              | António Ramalho Eanes(1976–1986)                                |                                                                 |                                                                 |                                                                 |                                                                 |
| 107                                                               | Appointed by presidential nomination. | Carlos Alberto da Mota Pinto(1936–1985) | |                                                                 |                                                                 |                                                                 | António Ramalho Eanes(1976–1986)                                |                                                                 |                                                                 |                                                                 |                                                                 |
| 108                                                               | không khung | Maria de Lourdes Ruivo da Silva de Matos Pintasilgo(1930–2004) | 1 August1979 | 3 January1980                                                   | Independent                                                     | V                                                               | António Ramalho Eanes(1976–1986)                                |                                                                 |                                                                 |                                                                 |                                                                 |
| 108                                                               | không khung | Maria de Lourdes Ruivo da Silva de Matos Pintasilgo(1930–2004) | — |                                                                 | Independent                                                     | V                                                               | António Ramalho Eanes(1976–1986)                                |                                                                 |                                                                 |                                                                 |                                                                 |
| 108                                                               | không khung | Maria de Lourdes Ruivo da Silva de Matos Pintasilgo(1930–2004) | Appointed by presidential nomination. First and only female Prime Minister of Portugal; Creation of the NHS (National Health Service).                                 |                                                                 |                                                                 |                                                                 | António Ramalho Eanes(1976–1986)                                |                                                                 |                                                                 |                                                                 |                                                                 |
| 109                                                               | không khung | Francisco Manuel Lumbrales de Sá Carneiro(1934–1980) | 3 January1980 | 4 December1980 (died)                                           | Social Democratic                                               | VI (AD)                                                         | António Ramalho Eanes(1976–1986)                                |                                                                 |                                                                 |                                                                 |                                                                 |
| 109                                                               | không khung | Francisco Manuel Lumbrales de Sá Carneiro(1934–1980) | 1979, 1980 |                                                                 | Social Democratic                                               | VI (AD)                                                         | António Ramalho Eanes(1976–1986)                                |                                                                 |                                                                 |                                                                 |                                                                 |
| 109                                                               | không khung | Francisco Manuel Lumbrales de Sá Carneiro(1934–1980) | First centre-right Prime Minister since the Revolution; 1980 Azores Islands earthquake; Died in a plane crash. The accident triggered a number of conspiracy theories. |                                                                 |                                                                 |                                                                 | António Ramalho Eanes(1976–1986)                                |                                                                 |                                                                 |                                                                 |                                                                 |
| 110                                                               | | Diogo Pinto de Freitas do Amaral(1941–2019)interim | 4 December1980 | 9 January1981                                                   | Democratic and Social Centre                                    | (VI (AD)                                                        | António Ramalho Eanes(1976–1986)                                |                                                                 |                                                                 |                                                                 |                                                                 |
| 110                                                               | — | Diogo Pinto de Freitas do Amaral(1941–2019)interim | |                                                                 | Democratic and Social Centre                                    | (VI (AD)                                                        | António Ramalho Eanes(1976–1986)                                |                                                                 |                                                                 |                                                                 |                                                                 |
| 110                                                               | Deputy Prime Minister and Foreign Minister under Francisco Sá Carneiro; interim Prime Minister upon Sá Carneiro's death. | Diogo Pinto de Freitas do Amaral(1941–2019)interim | |                                                                 |                                                                 |                                                                 | António Ramalho Eanes(1976–1986)                                |                                                                 |                                                                 |                                                                 |                                                                 |
| 111                                                               | | Francisco José Pereira Pinto Balsemão(1937–) | 9 January1981 | 9 June1983                                                      | Social Democratic                                               | VII (AD)                                                        | António Ramalho Eanes(1976–1986)                                |                                                                 |                                                                 |                                                                 |                                                                 |
| 111                                                               | VIII (AD) | Francisco José Pereira Pinto Balsemão(1937–) | 9 January1981 | 9 June1983                                                      | Social Democratic                                               |                                                                 | António Ramalho Eanes(1976–1986)                                |                                                                 |                                                                 |                                                                 |                                                                 |
| 111                                                               | — | Francisco José Pereira Pinto Balsemão(1937–) | |                                                                 | Social Democratic                                               |                                                                 | António Ramalho Eanes(1976–1986)                                |                                                                 |                                                                 |                                                                 |                                                                 |
| 111                                                               | 1982 constitutional revision; Abolition of the Council of the Revolution; Creation of the Constitutional Court; Resigns after a poor result in the 1982 local elections. | Francisco José Pereira Pinto Balsemão(1937–) | |                                                                 |                                                                 |                                                                 | António Ramalho Eanes(1976–1986)                                |                                                                 |                                                                 |                                                                 |                                                                 |
| 112                                                               | | Mário Alberto Nobre Lopes Soares(1924–2017)(2nd time) | 9 June1983 | 6 November1985                                                  | Socialist                                                       | IX (PS/PSD)                                                     | António Ramalho Eanes(1976–1986)                                |                                                                 |                                                                 |                                                                 |                                                                 |
| 112                                                               | 1983 | Mário Alberto Nobre Lopes Soares(1924–2017)(2nd time) | |                                                                 | Socialist                                                       | IX (PS/PSD)                                                     | António Ramalho Eanes(1976–1986)                                |                                                                 |                                                                 |                                                                 |                                                                 |
| 112                                                               | Central Bloc (PS/PSD) coalition; Portugal's entry to the EEC; 1983-1985 economic crisis; International Monetary Fund loan; Moimenta-Alcafache train crash. | Mário Alberto Nobre Lopes Soares(1924–2017)(2nd time) | |                                                                 |                                                                 |                                                                 | António Ramalho Eanes(1976–1986)                                |                                                                 |                                                                 |                                                                 |                                                                 |
| 113                                                               | | Aníbal António Cavaco Silva(1939–) | 6 November1985 | 28 October1995                                                  | Social Democratic                                               | X[Min.]                                                         | António Ramalho Eanes(1976–1986)                                |                                                                 |                                                                 |                                                                 |                                                                 |
| 113                                                               | XI | Aníbal António Cavaco Silva(1939–) | 6 November1985 | 28 October1995                                                  | Social Democratic                                               | Mário Soares(1986–1996)                                         |                                                                 |                                                                 |                                                                 |                                                                 |                                                                 |
| 113                                                               | XII | Aníbal António Cavaco Silva(1939–) | 6 November1985 | 28 October1995                                                  | Social Democratic                                               | Mário Soares(1986–1996)                                         |                                                                 |                                                                 |                                                                 |                                                                 |                                                                 |
| 113                                                               | 1985, 1987, 1991 | Aníbal António Cavaco Silva(1939–) | |                                                                 | Social Democratic                                               | Mário Soares(1986–1996)                                         |                                                                 |                                                                 |                                                                 |                                                                 |                                                                 |
| 113                                                               | Longest serving prime minister in democracy and 3rd longest in Portuguese history; economic expansion; privatization of many previously government-owned industries; First time a single party won an absolute majority since the revolution; Chiado 1988 fire; 1989 and 1992 constitutional revisions; "Secos e molhados" police protests; Signing of the Maastricht Treaty; end of the Cold War; Gulf War; Legalization of private TV channels; Early 1990s recession; Riots against tolls on Ponte 25 de Abril. | Aníbal António Cavaco Silva(1939–) | |                                                                 |                                                                 | Mário Soares(1986–1996)                                         |                                                                 |                                                                 |                                                                 |                                                                 |                                                                 |
| 114                                                               | | António Manuel de Oliveira Guterres(1949–) | 28 October1995 | 6 April2002                                                     | Socialist                                                       | Mário Soares(1986–1996)                                         | XIII[Min.]                                                      |                                                                 |                                                                 |                                                                 |                                                                 |
| 114                                                               | XIV[Min.] | António Manuel de Oliveira Guterres(1949–) | 28 October1995 | 6 April2002                                                     | Socialist                                                       | Jorge Sampaio(1996–2006)                                        |                                                                 |                                                                 |                                                                 |                                                                 |                                                                 |
| 114                                                               | XIV[Min.] | António Manuel de Oliveira Guterres(1949–) | 1995, 1999 |                                                                 | Socialist                                                       | Jorge Sampaio(1996–2006)                                        |                                                                 |                                                                 |                                                                 |                                                                 |                                                                 |
| 114                                                               | Economic expansion; Expo 98; Macau handover; Đông Timor issue; 1997 and 2001 constitutional revisions; Hintze Ribeiro disaster; Decriminalization of drug use; Portugal joins the European single currency; Resigns after a disastrous result in the 2001 local elections. | António Manuel de Oliveira Guterres(1949–) | |                                                                 |                                                                 | Jorge Sampaio(1996–2006)                                        |                                                                 |                                                                 |                                                                 |                                                                 |                                                                 |
| 115                                                               | | José Manuel Durão Barroso(1956–) | 6 April2002 | 17 July2004                                                     | Social Democratic                                               | Jorge Sampaio(1996–2006)                                        | XV (PSD/CDS-PP)                                                 |                                                                 |                                                                 |                                                                 |                                                                 |
| 115                                                               | 2002 | José Manuel Durão Barroso(1956–) | |                                                                 | Social Democratic                                               | Jorge Sampaio(1996–2006)                                        | XV (PSD/CDS-PP)                                                 |                                                                 |                                                                 |                                                                 |                                                                 |
| 115                                                               | Prestige disaster; 2003 Portuguese wildfires; Casa Pia child sexual abuse scandal; Iraq War; UEFA Euro 2004; 2004 constitutional revision; Resigns to become President of the European Commission. | José Manuel Durão Barroso(1956–) | |                                                                 |                                                                 | Jorge Sampaio(1996–2006)                                        |                                                                 |                                                                 |                                                                 |                                                                 |                                                                 |
| 116                                                               | | Pedro Miguel de Santana Lopes(1956–) | 17 July2004 | 12 March2005                                                    | Social Democratic                                               | Jorge Sampaio(1996–2006)                                        | XVI (PSD/CDS-PP)                                                |                                                                 |                                                                 |                                                                 |                                                                 |
| 116                                                               | — | Pedro Miguel de Santana Lopes(1956–) | |                                                                 | Social Democratic                                               | Jorge Sampaio(1996–2006)                                        | XVI (PSD/CDS-PP)                                                |                                                                 |                                                                 |                                                                 |                                                                 |
| 116                                                               | Mayor of Lisbon (2002-2004, 2005). Replaced José Manuel Barroso as Prime Minister; resigned due to the dissolution of Parliament by the President. | Pedro Miguel de Santana Lopes(1956–) | |                                                                 |                                                                 | Jorge Sampaio(1996–2006)                                        |                                                                 |                                                                 |                                                                 |                                                                 |                                                                 |
| 117                                                               | | José Sócrates de Carvalho Pinto de Sousa(1957–) | 12 March2005 | 21 June2011                                                     | Socialist                                                       | Jorge Sampaio(1996–2006)                                        | XVII                                                            |                                                                 |                                                                 |                                                                 |                                                                 |
| 117                                                               | XVIII[Min.] | José Sócrates de Carvalho Pinto de Sousa(1957–) | 12 March2005 | 21 June2011                                                     | Socialist                                                       | Aníbal Cavaco Silva(2006–2016)                                  |                                                                 |                                                                 |                                                                 |                                                                 |                                                                 |
| 117                                                               | XVIII[Min.] | José Sócrates de Carvalho Pinto de Sousa(1957–) | 2005, 2009 |                                                                 | Socialist                                                       | Aníbal Cavaco Silva(2006–2016)                                  |                                                                 |                                                                 |                                                                 |                                                                 |                                                                 |
| 117                                                               | First time the Socialist Party won an absolute majority; 2005 constitutional revision; 2005 Portuguese wildfires; 2007 Abortion referendum; Treaty of Lisbon; Independente affair; Face Oculta scandal; Same-sex marriage legislation; 2011 Portuguese protests; 2010–13 Portuguese financial crisis. | José Sócrates de Carvalho Pinto de Sousa(1957–) | |                                                                 |                                                                 | Aníbal Cavaco Silva(2006–2016)                                  |                                                                 |                                                                 |                                                                 |                                                                 |                                                                 |
| 118                                                               | | Pedro Manuel Mamede Passos Coelho(1964–) | 21 June2011 | 26 November2015                                                 | Social Democratic                                               | Aníbal Cavaco Silva(2006–2016)                                  | XIX (PSD/CDS-PP)                                                |                                                                 |                                                                 |                                                                 |                                                                 |
| 118                                                               | XX (PàF)[Min.] | Pedro Manuel Mamede Passos Coelho(1964–) | 21 June2011 | 26 November2015                                                 | Social Democratic                                               | Aníbal Cavaco Silva(2006–2016)                                  |                                                                 |                                                                 |                                                                 |                                                                 |                                                                 |
| 118                                                               | 2011, 2015 | Pedro Manuel Mamede Passos Coelho(1964–) | |                                                                 | Social Democratic                                               | Aníbal Cavaco Silva(2006–2016)                                  |                                                                 |                                                                 |                                                                 |                                                                 |                                                                 |
| 118                                                               | Appointed, after early elections, during the 2010–13 Portuguese financial crisis; Secret Services and Ongoing espionage scandal; ngày 15 tháng 9 năm 2012 mass protests; European Fiscal Union approval; 2013 governmental crisis and reshuffle; 2014 BES và ESFG corruption and money laundering scandal; Won the 2015 election but failed to win a majority; Defeated in a vote of no confidence just 10 days after taking the oath of office for his second term.                                               | Pedro Manuel Mamede Passos Coelho(1964–) | |                                                                 |                                                                 | Aníbal Cavaco Silva(2006–2016)                                  |                                                                 |                                                                 |                                                                 |                                                                 |                                                                 |
| 119                                                               | | António Luís Santos da Costa(1961–) | 26 November2015 | Incumbent                                                       | Socialist                                                       | XXI[Min.]                                                       | Marcelo Rebelo de Sousa(2016–nay)                               |                                                                 |                                                                 |                                                                 |                                                                 |
| 119                                                               | XXII[Min.] | António Luís Santos da Costa(1961–) | 26 November2015 | Incumbent                                                       | Socialist                                                       |                                                                 | Marcelo Rebelo de Sousa(2016–nay)                               |                                                                 |                                                                 |                                                                 |                                                                 |
| 119                                                               | 2019 | António Luís Santos da Costa(1961–) | |                                                                 | Socialist                                                       |                                                                 | Marcelo Rebelo de Sousa(2016–nay)                               |                                                                 |                                                                 |                                                                 |                                                                 |
| 119                                                               | First Prime Minister from the second largest party in the elections; Formed a parliamentary agreement with the Left Bloc, the Portuguese Communist Party and the Ecologist Party "The Greens"; 2017 Portugal wildfires; Tancos military base 2017 robbery; October 2017 wildfires; 2020 coronavirus pandemic. | António Luís Santos da Costa(1961–) | |                                                                 |                                                                 |                                                                 | Marcelo Rebelo de Sousa(2016–nay)                               |                                                                 |                                                                 |                                                                 |                                                                 |